# 담양 나들목
담양 나들목(Damyang IC)은 전라남도 담양군 무정면 오봉리에 위치한 광주대구고속도로의 14번 교차로이다.
원래 나들목은 담양읍 반룡리에 위치하였으나 2006년 12월 7일 88올림픽고속도로가 확장공사를 하면서 이설되어 현 위치로 이전하게 되었다. 고속도로 확장 공사 구간의 시점이며, 나들목 시설물 가운데 일부가 구 고속도로 본선 구간을 활용하고 있으며, 진출입로에 구 담양 나들목의 트럼펫형 나들목의 흔적과 구 도로공사 담양영업소 건물이 남아있는 것이 특징이다. 실제 진출입로는 담양읍내로 개통이 되어 있다.

## 연혁
- 1973년 11월 14일 : 서울순천고속도로 담양선 개통과 함께 영업 개시
- 1995년 11월 6일 : 1996년 12월까지 나들목 요금소 설치를 위해 전라남도 담양군 담양읍 반룡리 500m 구간 도로구역 변경[1]
- 2006년 12월 7일 : 88올림픽고속도로 담양 ~ 고서 구간 확장 개통에 따른 나들목 이설[2]

## 구조물 정보
- 위치: 전라남도 담양군 무정면 오봉리
- 영업소: 전라남도 담양군 무정면 광주대구고속도로 7

## 접속하는 도로
- 담양로
- 간접 연결 : 국도 제29호선 (죽향대로, 담양공고 교차로 이용)
- 간접 연결 : 국가지원지방도 제55호선 (죽향대로, 담양공고 교차로 이용)
- 간접 연결 : 담양88로 (구 88올림픽고속도로, 반룡삼거리 이용)

## 교통량 정보
| 요금소        | 통행량 (대/일) | 통행량 (대/일) | 통행량 (대/일) | 통행량 (대/일) | 통행량 (대/일) | 통행량 (대/일) | 통행량 (대/일) | 통행량 (대/일) | 통행량 (대/일) | 통행량 (대/일) | 각주  |
| 요금소        | 2001년         | 2002년         | 2003년         | 2004년         | 2005년         | 2006년         | 2007년         | 2008년         | 2009년         | 2010년         | 각주  |
| ------------- | -------------- | -------------- | -------------- | -------------- | -------------- | -------------- | -------------- | -------------- | -------------- | -------------- | ----- |
| 담양 (폐쇄식) | 3,139          | 2,687          | 2,334          | 2,013          | 2,073          | 2,143          | 2,421          | 2,487          | 2,927          | 3,341          | [ 3 ] |
| 요금소        | 2011년         | 2012년         | 2013년         | 2014년         | 2015년         | 2016년         | 2017년         | 2018년         | 2019년         |                | [ 3 ] |
| 담양 (폐쇄식) | 3,522          | 3,362          | 3,010          | 3,126          | 3,503          | 3,506          | 3,435          | 3,221          | 3,325          |                | [ 3 ] |